# Елогуй
Елогу́й — река в Туруханском районе Красноярского края России, левый приток Енисея.

## Описание
Длина реки — 464 км, площадь водосборного бассейна — 25,1 тыс. км².
Берега Елогуя в верховьях и в среднем течении возвышены и покрыты сосновыми лесами, в низовьях низменны и болотисты. Главные притоки: Келлог (длина — 239 км), Большая Сиговая (171 км) и Тына (168 км). Впадает в Енисей несколькими мелководными рукавами, образующими значительную низменную дельту.
В XVIII веке Елогуй служил водным путём из бассейна Оби в Енисей. Участок протяжённостью 170 км от посёлка Келлог до устья входит в перечень водных путей РФ.
| Средний расход воды (м³/с) реки Елогуй по месяцам и за год с 1960 по 1999 гг. (замеры производились на гидрологическом посту в 168 км от устья) |

## Данные водного реестра
По данным государственного водного реестра России, относится к Енисейскому бассейновому округу, речной бассейн — Енисей, речной подбассейн — Енисей между впадением Подкаменной Тунгуски и Нижней Тунгуски, водохозяйственный участок — Енисей от впадения р. Подкаменной Тунгуски до впадения р. Нижней Тунгуски.
Код объекта в государственном водном реестре — 17010600112116100057194.